# Lista de primeiros-ministros da República Centro-Africana
Esta lista de primeiros-ministros da República Centro-Africana compreende as 27 pessoas que exerceram a chefia do governo desde que a República Centro-Africana se tornou um território autónomo francês em dezembro de 1958. Foi originalmente o mais alto cargo da República Centro-Africana, enquanto que a França mantinha um governador no território. Depois de ter sido declarada a independência a 13 de agosto de 1960, David Dacko ocupou quer o cargo de primeiro-ministro, quer o recém-criado cargo de Presidente da República Centro-Africana, antes de eliminar a posição de primeiro-ministro e colocando todo o poder executivo nas mãos do presidente.
O Presidente Jean-Bédel Bokassa restaurou o cargo de primeiro-ministro, para o assistir no governo do país em 1975, pouco antes de se auto-declarar Imperador. Selecionou Elisabeth Domitien como a primeira primeira-ministra mulher de África. Depois de Domitien ter saído do cargo, Bokassa nomeou Ange-Félix Patassé para o cargo. Patassé continuou a servir como primeiro-ministro após a instauração do Império Centro-Africano em dezembro de 1976. Henri Maïdou sucedeu a Patassé e continuou no cargo após a queda de Bokassa do poder. Durante os dois anos seguintes da presidência de David Dacko, mais três políticos ocuparam o cargo, antes de ser abolido quando Dacko foi destituído da presidência por Andre Kolingba a 1 de setembro de 1981. A posição, existente hoje em dia, foi recreada em 1991, quando o presidente André Kolingba foi forçado a abdicar de algum do seu poder executivo. O Presidente tem autoridade para nomear o primeiro-ministro e pode destituí-lo a qualquer momento. O primeiro-ministro é o chefe de governo; dias após ter sido nomeado, tem de selecionar os indivíduos que formarão parte do seu gabinete, com quem trabalharão para coordenar o governo do país.
O atual primeiro-ministro é Félix Moloua, que ocupa o cargo desde 7 fevereiro de 2022.

## Lista de primeiros-ministros

### República Centro-Africana (autonomia territorial): 1958–1960
| Nº | Primeiro-ministro      | Primeiro-ministro | Início do mandato     | Fim do mandato       | Partido                                        |
| -- | ---------------------- | ----------------- | --------------------- | -------------------- | ---------------------------------------------- |
| 1  | Barthélemy Boganda     |                   | 8 de dezembro de 1958 | 29 de março de 1959  | Movimento pela Evolução Social da África Negra |
| -  | Abel Goumba (interino) |                   | 30 de março de 1959   | 30 de abril de 1959  | Movimento pela Evolução Social da África Negra |
| 2  | David Dacko            |                   | 1 de maio de 1959     | 13 de agosto de 1960 | Movimento pela Evolução Social da África Negra |

### República Centro-Africana (independente): 1960–1976
| Nº                                                          | Primeiro-ministro  | Primeiro-ministro | Início do mandato     | Fim do mandato        | Partido                                        |
| ----------------------------------------------------------- | ------------------ | ----------------- | --------------------- | --------------------- | ---------------------------------------------- |
| 1                                                           | David Dacko        |                   | 13 de agosto de 1960  | 14 de agosto de 1960  | Movimento pela Evolução Social da África Negra |
| Cargo abolido 14 de agosto de 1960 até 1 de janeiro de 1975 |                    |                   |                       |                       |                                                |
| 2                                                           | Elisabeth Domitien |                   | 2 de janeiro de 1975  | 7 de abril de 1976    | Movimento pela Evolução Social da África Negra |
| Cargo vago 8 de abril de 1976 até 4 de setembro de 1976     |                    |                   |                       |                       |                                                |
| 3                                                           | Ange-Félix Patassé |                   | 5 de setembro de 1976 | 3 de dezembro de 1976 | Movimento pela Evolução Social da África Negra |

### Império Centro-Africano: 1976–1978
| Nº | Primeiro-ministro  | Primeiro-ministro | Início do mandato     | Fim do mandato         | Partido                                        |
| -- | ------------------ | ----------------- | --------------------- | ---------------------- | ---------------------------------------------- |
| 3  | Ange-Félix Patassé |                   | 8 de dezembro de 1976 | 14 de julho de 1978    | Movimento pela Evolução Social da África Negra |
| 4  | Henri Maïdou       |                   | 14 de julho de 1978   | 21 de setembro de 1979 | Movimento pela Evolução Social da África Negra |

### República Centro-Africana: 1979–atualidade
| Nº                                                          | Primeiro-ministro         | Primeiro-ministro | Início do mandato       | Fim do mandato          | Partido |
| ----------------------------------------------------------- | ------------------------- | ----------------- | ----------------------- | ----------------------- | --- |
| 4                                                           | Henri Maïdou              |                   | 21 de setembro de 1979  | 26 de setembro de 1979  | Movimento pela Evolução Social da África Negra                                                                                           |
| 5                                                           | Bernard Ayandho           |                   | 26 de setembro de 1979  | 22 de agosto de 1980    | Movimento pela Evolução Social da África Negra (até fevereiro de 1980) União Democrática Centro-Africana (a partir de fevereiro de 1980) |
| Cargo vago 23 de agosto de 1980 até 11 de novembro de 1980  |                           |                   |                         |                         | |
| 6                                                           | Jean-Pierre Lebouder      |                   | 12 de novembro de 1980  | 4 de abril de 1981      | União Democrática Centro-Africana |
| 7                                                           | Simon Narcisse Bozanga    |                   | 4 de abril de 1981      | 1 de setembro de 1981   | União Democrática Centro-Africana |
| Cargo abolido 2 de setembro de 1981 até 14 de março de 1991 |                           |                   |                         |                         | |
| 8                                                           | Edouard Frank             |                   | 15 de março de 1991     | 4 de dezembro de 1992   | Movimento Democrático Centro-Africano |
| 9                                                           | Timothée Malendoma        |                   | 4 de dezembro de 1992   | 26 de fevereiro de 1993 | Fórum Civil |
| 10                                                          | Enoch Derant Lakoué       |                   | 26 de fevereiro de 1993 | 25 de outubro de 1993   | Partido Social Democrata |
| 11                                                          | Jean-Luc Mandaba          |                   | 25 de outubro de 1993   | 12 de abril de 1995     | Movimento pela Libertação do Povo Centro-Africano                                                                                        |
| 12                                                          | Gabriel Koyambounou       |                   | 12 de abril de 1995     | 6 de junho de 1996      | Movimento pela Libertação do Povo Centro-Africano                                                                                        |
| 13                                                          | Jean-Paul Ngoupande       |                   | 6 de junho de 1996      | 30 de janeiro de 1997   | Partido da Unidade Nacional |
| 14                                                          | Michel Gbezera-Bria       |                   | 30 de janeiro de 1997   | 4 de janeiro de 1999    | Nenhum (independente) |
| 15                                                          | Anicet-Georges Dologuélé  |                   | 4 de janeiro de 1999    | 1 de abril de 2001      | Nenhum (independente) |
| 16                                                          | Martin Ziguélé            |                   | 1 de abril de 2001      | 15 de março de 2003     | Movimento pela Libertação do Povo Centro-Africano                                                                                        |
| 17                                                          | Abel Goumba               |                   | 23 de março de 2003     | 11 de dezembro de 2003  | Frente Patriótica pelo Progresso |
| 18                                                          | Célestin-Leroy Gaombalet  |                   | 12 de dezembro de 2003  | 11 de junho de 2005     | Nenhum (independente) |
| 19                                                          | Élie Doté                 |                   | 13 de junho de 2005     | 18 de janeiro de 2008   | Nenhum (independente) |
| 20                                                          | Faustin-Archange Touadéra |                   | 22 de janeiro de 2008   | 17 de janeiro de 2013   | Nenhum (independente) |
| 21                                                          | Nicolas Tiangaye          |                   | 17 de janeiro de 2013   | 10 de janeiro de 2014   | Nenhum (independente) |
| 22                                                          | André Nzapayeké           |                   | 25 de janeiro de 2014   | 10 de agosto de 2014    | Nenhum (independente) |
| 23                                                          | Mahamat Kamoun            |                   | 10 de agosto de 2014    | 2 de abril de 2016      | Nenhum (independente) |
| 24                                                          | Simplice Sarandji         |                   | 2 de abril de 2016      | 27 de fevereiro de 2019 | Nenhum (independente) |
| 25                                                          | Firmin Ngrébada           |                   | 27 de fevereiro de 2019 | 15 de junho de 2021     | Nenhum (independente) |
| 26                                                          | Henri-Marie Dondra        |                   | 15 de junho de 2021     | 7 de fevereiro 2022     | Nenhum (independente) |
| 27                                                          | Félix Moloua              |                   | 7 de fevereiro de 2022  | presente                | Nenhum (independente) |